# 钓获放流

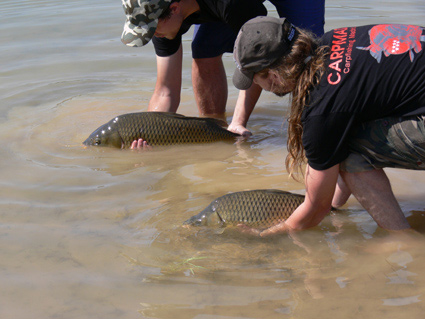
钓获放流

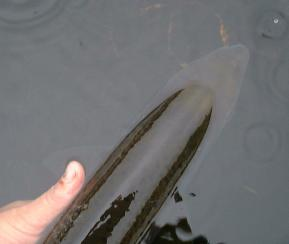
苏格兰西北高地的一条大西洋鲑在垂钓后被释放

钓获放流也称“捉完就放”（英語：catch and release）、“钓后放流”或“捉放鱼”，是西方国家的休闲捕鱼（通常是垂钓）爱好者中常见的一种行为。在成功捕捉到鱼后，捕鱼者通常在迅速测量猎物的尺寸和重量并拍照留念后将活鱼释放回水中。如果使用无倒刺鱼钩，甚至不需要将鱼拉出水面，可以将捕鱼对鱼造成的伤害最小化。
钓获放流的行为主要是出于生态保护的考量，避免捕鱼者因为个人享受造成过度捕鱼使得当地水域的鱼群数量下降，特别是在当今人类人口增长、聚居地扩张、栖息地破坏造成环境退化、渔具技术和效率提升等已经对野生鱼的生态系统造成了很大压力的大环境下。休闲捕鱼者在过去几十年来被呼吁要求自觉的帮助维持当地水体的生物多样性，特别是那些比较珍惜的游钓鱼品种，以便让日后的捕鱼者也有机会捕到鱼（尤其是生存年龄更长的大鱼）。

## 历史

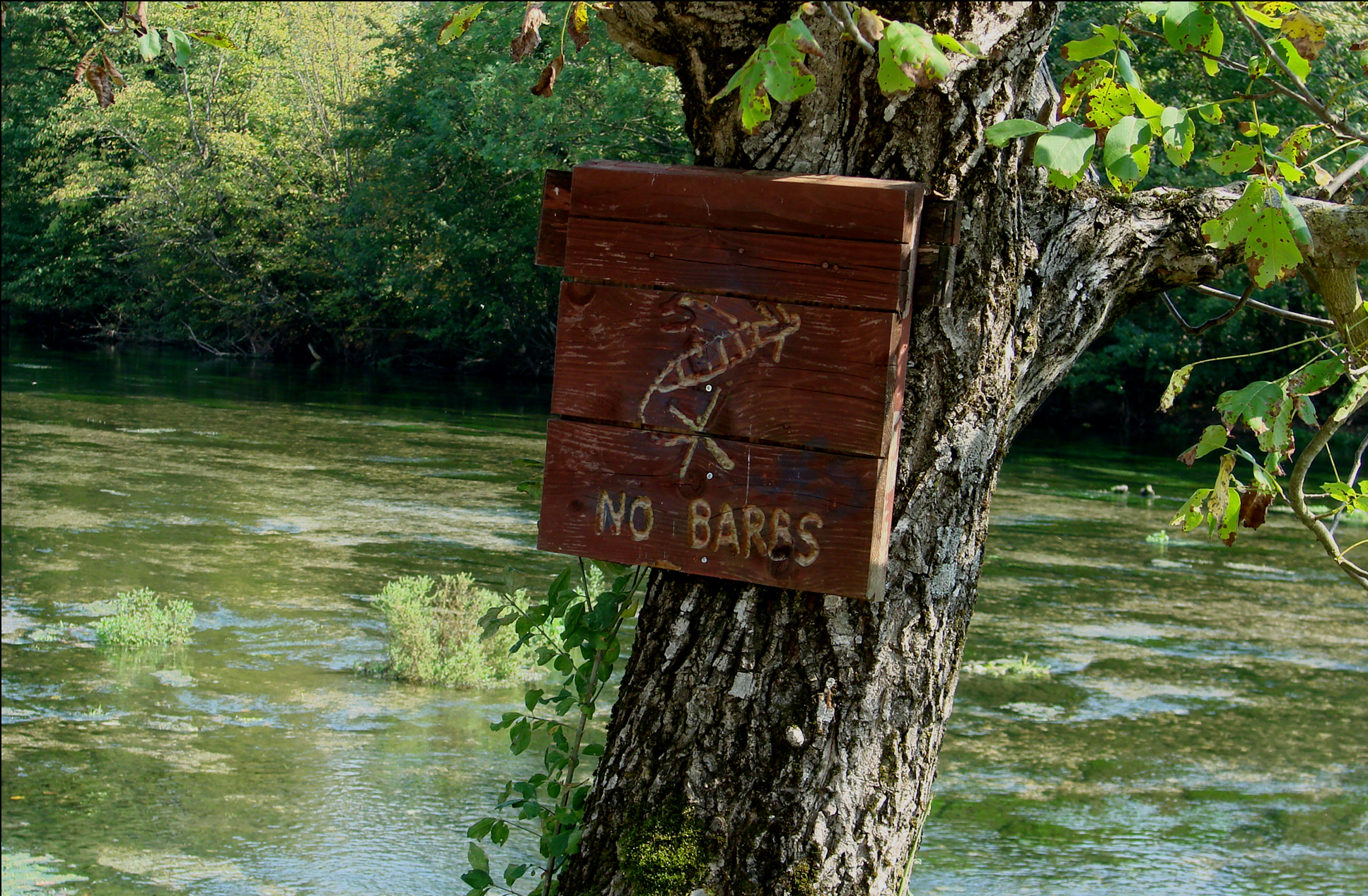
波黑境内河流上禁止使用倒刺钩的指示牌

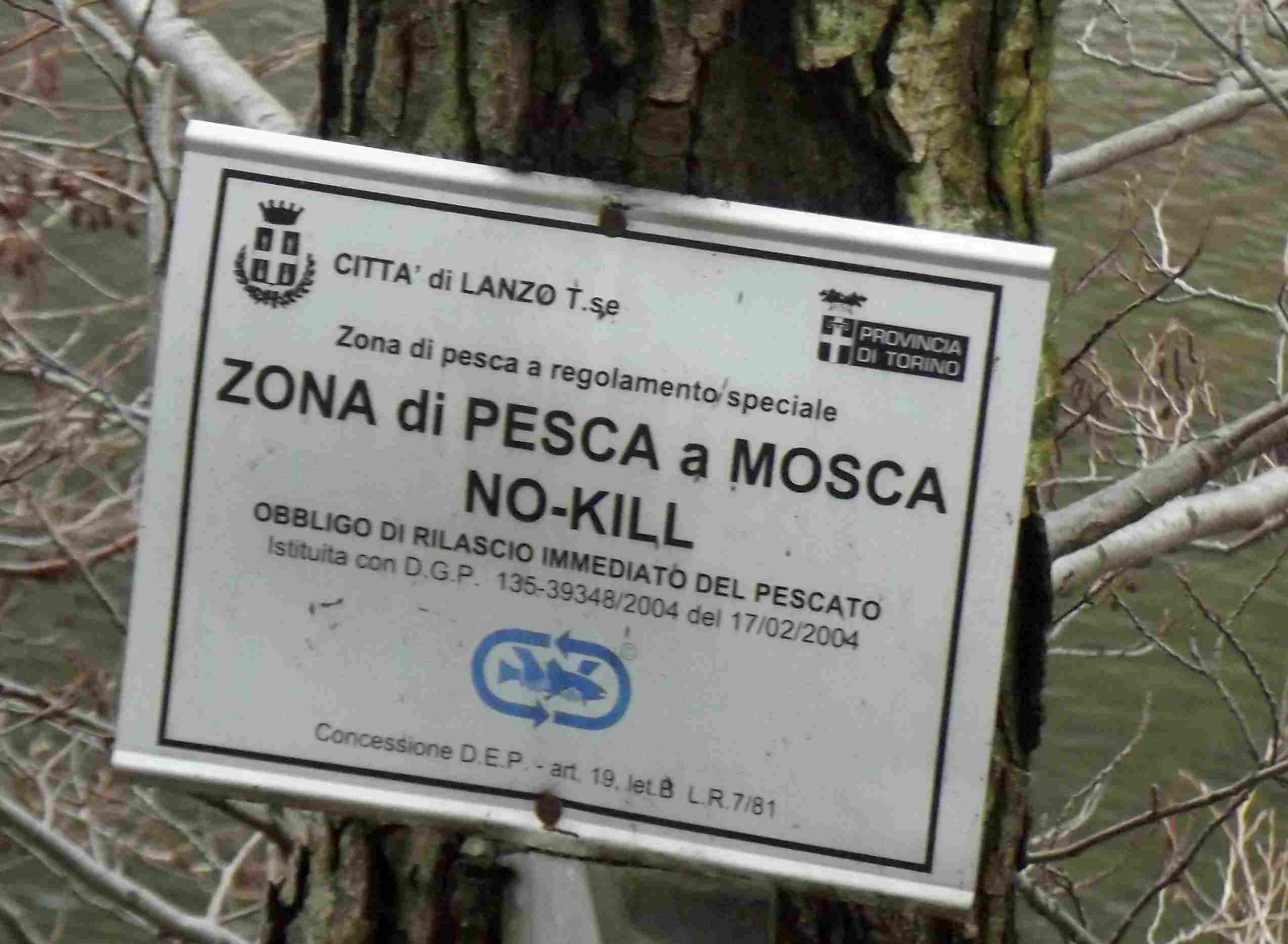
意大利斯图拉迪兰佐河上明令要求钓获放流的钓鱼区

在英国，捕捉并随后释放各类“杂鱼”（coarse fish，在英国英语和爱尔兰英语中指任何非鲑科的淡水游钓鱼，比如欧鲤、欧鲇、欧鳊、丁鳜、白梭吻鲈、白斑狗鱼等）以便维持热门水域的鱼群数量的行为已经有超过一个世纪的历史。在20世纪后期，许多鲑鱼和褐鳟繁多的河流也被完全或部分立法要求钓获放流。
在美国，钓获放流最早是1952年在密歇根州引进，作为减少孵化设施长期需要补充鳟鱼数量的成本的管理工具，娱乐垂钓者也随后接受了在所谓“不杀区”放生的操守。保护主义者鼓励用钓获放流来保障可持续性并避免过度捕鱼造成鱼类资源匮乏。纽约的作家、电影制片人兼飞蝇钓爱好者李·沃尔夫（Henry Leon "Lee" Wulff，1905～1991）早在1936就倡导钓获放流，称“游钓鱼太珍贵了，不能只捉一次（就杀死）”。西黄石著名的飞蝇钓拟饵制造商唐·马丁尼兹（Donald S. Martinez，1903～1955）也在他1930和1940年代的时事通讯中提倡钓获放流。但是2011年，黄石国家公园管理局开始撤销实施了数十年的鼓励钓获放流的规定，反而鼓励对任何非原生物种的入侵鱼类进行强制的必杀令且不受捕捉量限制，包括拉马尔河流域的虹鳟和溪红点鲑以及其它水域的褐鳟。
在澳大利亚，钓获放流的推行较为缓慢，在1960年代由一些先锋人士开始实行，直到1970和1980年代才逐渐开始变得普遍。如今钓获放流已经广泛被用于保护生长较慢或被大量捕捞的易危鱼种，特别是较为珍贵的墨瑞鳕、九斑麦氏鲈、宽头鲬和条纹四鳍旗鱼。但澳洲法律同时也规定一些已经在当地水系中泛滥的入侵物种（比如欧洲鲤和红鳍鲈）绝对不能放流，钓获后需要立即处死（通常是用棒击打鱼头），否则会被渔政部门处罚。
在爱尔兰，钓获放流自2003年开始就成为大西洋鲑和海鳟渔场维持鱼群资源的工具，许多渔场都进行强制规定。而针对“杂鱼”钓获放流的操守则从这些鱼种在爱尔兰岛上被运动钓手捕捉就开始了。但是针对大西洋鲑钓获放流的操守推行则需要很长时间才改变了捕鱼者对鱼群资源的观念，以至于政府曾经不得不给予补贴帮助推行。
在加拿大，对某些鱼种钓获放流捉是强制要求，而且常常会要求使用无倒刺鱼钩减少对鱼的伤害。
在瑞士和德国，钓获放流反而被看作是不人道的，现在已经被禁止(并非禁止所有钓获放流，符合放流条件的依然必须放流)。在德国，《动物福利法》声明“没人可以在没有好的理由的情况下引起动物痛苦、折磨或伤害”，使得休闲钓鱼时放流没有了法律基础，私人钓鱼只允许直接食用。此外，将并非在休渔期捕获的已超过最低法定尺寸的非保护鱼放生是违法的。

## 技巧

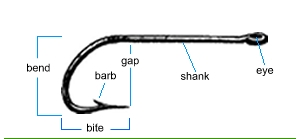
鱼钩的不同部位，其中避免有倒刺（barb）的设计是钓获放流的关键

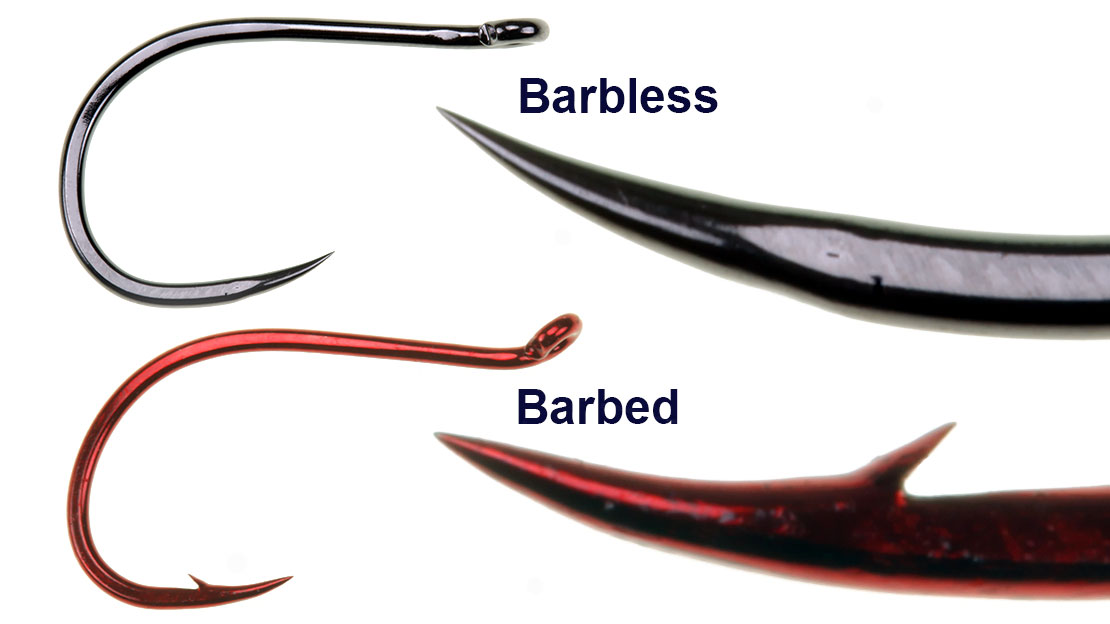
无倒刺的（上）和有倒刺的鱼钩（下）

在过去几十年，休闲捕鱼界一直不断的有着重用科学为基础的发展并改良的工作，去增加鱼被释放后的存活机遇。这些工作最终导致了联合国粮食及农业组织《负责任渔业技术准则》（Technical Guidelines for Responsible Fisheries）中有关休闲捕鱼的条文的发布。有效的钓获放流技巧主要通过使用强韧耐用的渔具和无倒刺鱼钩来防止过长过猛的挣扎和把弄时间（会撕伤鱼嘴的韧带、肌肉甚至骨骼、划伤鱼鳃和鱼喉并造成脊椎拉伤劳损），同时避免损伤鱼皮、鱼鳞和表层黏液（否则会增加鱼遭受卵菌感染的风险）。如果必须使用抄网，将网预先浸湿十分重要（最好是外带橡胶涂层或者缝隙紧密的细线网），因为干燥的网缺少润滑会在鱼入网挣扎时因为摩擦力太大而造成刮伤。
使用无刺鱼钩是钓获放流的一个很重要特征。倒刺是防止鱼钩被轻易挣扎滑脱而设计的，而无刺钩在理论上可以减少对鱼嘴造成的创伤和卸钩时间，增加鱼的伤口愈合几率和存活率。用无刺钩捕到的鱼也时常因为鱼钩可以通过拉扯导线或钩体就轻易滑出做到不离开水面就完成释放。无刺鱼钩现今可以随意从主流的渔具制造商购买，或者用尖嘴钳将现有带刺鱼钩的倒刺压平改造。许多垂钓手出于“鱼会轻易逃脱”的不正确观念，仍然抵触无刺鱼钩，其实只要注意保持鱼线有足够的张力并且使用合理设计的鱼钩或假饵，就可以保证无刺钩的钓捕成功率与带刺钩一样高。
一个针对溪红点鲑的研究发现无刺钩对钩住嘴部的鱼的死亡率没有显著性差异的影响，但是如果钩挂部位更深（鱼喉、鱼鳃或甚至鱼胃）则确实可以减少死亡率。这个研究也显示主动诱引鱼吞咬（假饵钓鱼）并不比被动等待鱼上钩的垂钓有更高的死亡率。
钓获放流的效果因鱼的种类而异。一个针对大堡礁浅水区捕捞的研究显示被捕的鱼被如果恰当对待，在释放后会有很高的存活率（97%以上）。由于使用拟饵捕到的鱼通常只简单钩挂在嘴部，可以将创伤最小化并且方便卸钩释放。其它研究也显示如果钩挂部位较深存活率看似更低，特别是如果鱼线被扯断导致鱼钩没被取出残留在鱼体内。

## 关于鱼被放后痛苦的争议
反对钓获放流的人认为鱼类是高度进化的脊椎动物，其神经系统与人类一样具有疼痛感知，血液中应激的激素和代谢产物和羊膜动物一样会在挣扎时发生显著提升。爱丁堡大学和罗斯林研究所曾为了研究是否“鱼嘴感觉不到疼痛”而在虹鳟的嘴唇内注射蜂毒和乙酸，发现鳟鱼的反应是不断的将嘴唇在鱼缸底部和侧壁上摩擦试图缓解不适感。研究的首席研究员——利物浦大学生物兽医科学系主任林恩·斯奈登（Lynne Sneddon）写道：“我们的研究展示了虹鲑的痛觉并显示伤害刺激有不良的行为和生理效果。这符合动物有疼痛的指标。”一篇2014年发表的文章则批评支持“鱼有痛觉”的现有研究 。怀俄明大学的动物学荣誉退休教授詹姆斯·罗斯（James D. Rose）争辩认为现有的研究证据只能说明鱼对体内化学变化敏感而不能证明痛觉存在。

## 鱼被释放后的伤亡率
一个2005年的统合分析发现鱼类钓获放流的平均死亡率是18%，但是根据物种不同变化很大。俄克拉荷马州野生动物保护部在1996～1997年的一个调查发现，因为捕鱼比赛中被释放的游钓鱼因为捕鱼者抓持鱼身和称重的方式欠佳，接近43%的鱼在被释放后的六天内就死亡。蒙大拿州最近的一些研究报告估计被释放的鳟鱼中大约20%都会因为受伤或应激死亡，没死的也会因为鱼钩造成的鱼嘴外伤使其觅食和生长的能力显著下降。
最近的一些研究显示，深水鱼类（特别是底栖鱼类）被捉释放后的后果更糟，大部分都会因为被强行拉到浅水区导致体腔内外的压力差突变而遭受气压性创伤。受到此类压力伤的鱼会因为鱼鳔胀大（有时甚至会从嘴部凸出）、眼球肿胀和体内部分细胞和结缔组织破裂导致体液流失和器官受损而丧失游泳和生存能力。这种情况下捕鱼者通常的应对手段是在释放之前用尖锐物刺穿鱼鳔进行减压，但是最新的研究显示鱼鳔放气和气压伤一样对鱼伤害极大，深海鱼被捉后释放的存活率极低。但鱼类气压伤通常需要短期水深变化超过9.1—15.2（30—50英尺），大多数除了石斑鱼以外的远海游钓鱼（比如各类旗鱼和金枪鱼）和能临岸捕捉到的鱼类并不在深水区活动。